# Apophaula ocellata
Apophaula ocellata – gatunek chrząszcza z rodziny kózkowatych i podrodziny zgrzypikowych. Jedyny przedstawiciel rodzaju Apophaula.

## Zasięg występowania
Ameryka Południowa, występuje w płd. Brazylii (stany Mato Grosso, Bahia, Minas Gerais, Espírito Santo, Rio de Janeiro, São Paulo i Parana) oraz w Paragwaju.